# Yūshi Soda
Yūshi Soda (jap. 曽田 雄志 Soda Yūshi; ur. 5 lipca 1978) – japoński piłkarz występujący na pozycji obrońcy.

## Kariera klubowa
Od 2001 do 2009 roku występował w klubie Consadole Sapporo.